# Banaybanay
Banaybanay is een gemeente in de Filipijnse provincie Davao Oriental op het eiland Mindanao. Bij de laatste census in 2007 had de gemeente bijna 36 duizend inwoners.

## Geografie

### Bestuurlijke indeling
Banaybanay is onderverdeeld in de volgende 15 barangays:
| - Cabangcalan - Caganganan - Calubihan - Causwagan - Mahayag - Maputi - Mogbongcogon - Panikian | - Pintatagan - Piso Proper - Poblacion - Punta Linao - Rang-ay - San Vicente |

## Demografie
Banaybanay had bij de census van 2007 een inwoneraantal van 35.693 mensen. Dit zijn 1.979 mensen (5,9%) meer dan bij de vorige census van 2000. De gemiddelde jaarlijkse groei komt daarmee uit op 0,79%, hetgeen lager is dan het landelijk jaarlijks gemiddelde over deze periode (2,04%). Vergeleken met de census van 1995 is het aantal mensen met 2.611 (7,9%) toegenomen.

De bevolkingsdichtheid van Banaybanay was ten tijde van de laatste census, met 35.693 inwoners op 408,52 km², 87,4 mensen per km².